# Muhlenbergia arenacea
Muhlenbergia arenacea är en gräsart som först beskrevs av Samuel Botsford Buckley, och fick sitt nu gällande namn av Albert Spear Hitchcock. Muhlenbergia arenacea ingår i släktet muhlygräs, och familjen gräs. Inga underarter finns listade i Catalogue of Life.